# Bogdán Ernő
Bogdán Ernő, születési és 1903-ig használt nevén Berger Ernő (Budapest, 1886. december 9. – Budapest, Józsefváros, 1964. február 19.) gyermekgyógyász, egészségügyi tanácsos, az Országos Gyermekvédő Liga igazgató-főorvosa.

## Életpályája
Berger Izidor gabonakereskedő és Stern Gizella (1858–1950) gyermekeként született zsidó családban. Középiskolai tanulmányait a Budapesti Evangélikus Főgimnáziumban végezte (1896–1904), majd felvételt nyert a Budapesti Tudományegyetem Orvostudományi Karára, ahol 1910-ben orvosdoktorrá avatták. Először a Bókay János igazgatása alatt működő Gyermekorvostani Intézethez (Stefánia Gyermekkórház) került gyakornoknak.  Az 1913. október 26. és november 6. között Budapesten megtartott tisztiorvosi vizsgákon tisztiorvosi képesítést szerzett. Később az egyetemi klinika tanársegédje lett. 1919-ben az Országos Gyermekvédő Liga főorvosaként működött, két évvel később igazgató-főorvossá nevezték ki. Emellett az Újságírók Szanatórium Egyesületének szakorvosa volt. Az 1950-es évek elejétől haláláig körzeti gyermekorvosként működött Budapesten, az V. kerületben.
1925 nyarán a közegészségügyi szolgálat terén kifejtett működése elismeréséül az egészségügyi tanácsosi címet adományozták számára. Tagja volt a Királyi Orvos Egyesületnek, az Országos Orvos Szövetségnek, a Magyar Gyermekorvosok Társaságának, a Deutsche Gesellschaft für Kinderheilkunde-nek és választmányi tagja a Teleia Egyesületnek.
Felesége Préger Fritzi (1900–1959) volt, akivel 1922. május 16-án Bécsben kötött házasságot.
A Kozma utcai izraelita temetőben nyugszik.

## Művei
- Baloldali coecalis sérvek gyermekeken. (Orvosi Hetilap, 1917, 40.)
- Gyermekegészségügy és profilaxis a gyermekvédelemben. (Gyermekvédelem Lapja 1927, 3.)

## Díjai, elismerései
- Munka Érdemérem (1962)[8]